# خيسوس هيريرا
خيسوس هيريرا (بالإسبانية: Jesús Herrera) هو منافس ألعاب قوى مكسيكي، ولد في 22 مارس 1962.

## وصلات خارجية
- خيسوس هيريرا على موقع الاتحاد الدولي لألعاب القوى (الإنجليزية)
- خيسوس هيريرا على موقع أوليمبيديا (الإنجليزية)